# Пфеффель фон Кригельштейн, Кристиан Фридрих
Кристиан Фридрих Пфеффель фон Кригельштейн (фр. Christian-Frédéric Pfeffel; 3 октября 1726, Кольмар — 21 марта 1807, Париж) — эльзасский историк, юрист и дипломат. Старший брат писателя Готлиба Конрада Пфеффеля.

## Биография
Кристиан Фридрих Пфеффель фон Кригельштейн родился 3 октября 1726 года в Кольмаре, в семье бургомистра Кольмара Иоганна Конрада Пфеффеля (1682—1738) и его жены Анны Катарины Пфеффель, урождённой Герр (1694—1773), дочери Иоганна Георга Герра, патриция из Кольмара. Среди его братьев был писатель Готлиб Конрад Пфеффель (1736—1809). Его отец родился в семье священника Иоганна Конрада Пфеффеля (1636—1701) в Мундингене в Бадене, приехал в Страсбург в качестве наставника и, по рекомендации интенданта д'Анжервилье и претора Клинглина, поступил на французскую службу иностранных дел в 1722 году в качестве юридического консультанта дю Руа. После смерти отца в 1738 году он завершил образование в Кольмаре и в 1742 году поступил в Страсбургский университет, где изучал историю и конституционное право.
Кристиан Фридрих Пфеффель фон Кригельштейн также был студентом и сотрудником историка Иоганна Даниеля Шёпфлина (1694—1771), он помогал ему в составлении его книги «Alsatia illustrata» . Затем он очень часто выполнял дипломатические функции для Саксонии, для Франции и для принцев Де-Пон. Представляя герцога Пфальц-Цвейбрюкена герцогу Баварии, он был назначен директором исторического класса Мюнхенской академии.
С 1768 по 1792 год он был королевским юрисконсультом по иностранным делам в Версале, следуя за своим отцом, который занимал эту должность с 1726 по 1738 год. Советник посольства короля Польши, курфюрст Саксонии, советник французской миссии в Регенсбурге и Мюнхене, есть несколько дипломатических актов, в составлении которых он не участвовал.
Великая французская революция застала его быть штеттмейстером в Кольмаре; он удалился в Де-Пон, затем в Нюрнберг и вернулся во Францию в 1800 году. Кристиан Фридрих Пфеффель фон Кригельштейн всегда был здоров и умер в Париже 21 марта 1807 года в возрасте 80 лет. После своей смерти он был членом смешанной комиссии по пожалованию Рейна и кавалером Почётного легиона.

## Семья
В 1759 году Кристиан Фридрих Пфеффель фон Кригельштейн женился на Анне Катарине Гернлер (1739—1776), дочери страсбургского пастора Лукаса Гернлера (1704—1781). Его тёщей была Анна Катарина Бишофф (1719—1787), которая была найдена в виде мумии в монастыре Барфюссер в Базеле в 1975 году. Через пять лет после смерти своей первой жены в 1776 году он женился на Марии Катарине Штерц (1754—1823), дочери лейтенанта Иоганна Штерца. Одним из его сыновей был Кристиан Губерт, барон Пфеффель фон Кригельштейн (1765—1834), который занимал должности баварского посла в Англии и во Франции, и за свои заслуги получил от баварского короля баронский титул. Одним из потомков Кристиана Фридриха Пфеффеля фон Кригельштейна является Александр Борис де Пфеффель Джонсон, известный как Борис Джонсон, премьер-министр Великобритании с 2019 по 2022 год.
Его внучка Эрнестина фон Пфеффель (1810—1894) в 1839 году сочеталась браком с русским поэтом Фёдором Тютчевым.

## Шрифты
Помимо своих достижений в качестве бизнесмена и дипломата, Пфеффель также заработал репутацию тщательного редактора по истории Германии и французской статистике.  На основе работы историка Шарля LouisAbrégé Chronologique de l'histoire de France jusqu'à la mort de(французской историипо-Жана-Франсуа Эно «Abrégé Chronologique de l'histoire et du droit public d'Allemagne» (4-е изд. 1777 г.; немецкий перевод 1761 г.).  Работа получила особую оценку со стороны протестантов. Робертсон часто цитировал его как источник в своей «Истории Карла V». Авторы L'Art de verifier les date также часто использовали его в качестве руководства.
В индивидуально напечатанных речах Пфеффель говорил о полезности исторических знаний средних времен (Мюнхен, 1763 г.), о прежнем законном использовании Швабеншпигеля в Баварии (Мюнхен, 1764 г.), о старейшем феодальном строе в Баварии (Мюнхен, 1766 г.) и о Происхождение и реальная природа баварской челяди в средние века (Мюнхен, 1767 г.).
Пфеффель аналогичным образом обсудил правовую ситуацию во Франции, например. Являюсь:
- Историческое исследование, касающееся les droits du Pape sur la ville et l'État d'Avignon, avec les pièces justificatives (Париж, 1768 г.). Пфеффель написал эту работу по заданию министерства, чтобы оправдать оккупацию графства французскими войсками.
- Исторический мемуар, касающийся прав короля в городах Фюме и Ревен (1769)

Пфеффель написал трактат «État de la Pologne, avec un abrégé de son public droit et les new конституции» (Париж, 1770 г.) о публичном праве в Польше. Большая часть того, что он писал о французской статистике, была изложена в отдельных трактатах, которые Шлёцер печатал в своих государственных рекламных объявлениях, в том числе:
- Письма из Франции... 4-й том (1783), стр. 326–344.
- О торговле Франции и национальном капитале. 4-й том, 15-й выпуск, с. 331 и сл.; 7-й том (1785 г.), 25-й выпуск, стр. 92–134; Выпуск 28, стр. 401 и далее.
- Оправдание против старшего советника консистории Бюшинга и корреспондента политического журнала. 8-й том, 30-й выпуск, с. 220 и сл.
- О последней монетной операции во Франции. 8-й том, 31-й выпуск, с. 369 и сл.
- Об учреждении семи свободных портов во Французской Вест-Индии. 8-й том, 32-й выпуск, с. 385 и сл.
- Объяснение о Lettres de Cachet во Франции. Том 9 (1786 г.), выпуск 34, стр. 129–153.
- О парламенте, императорских поместьях, кур пленьере... во Франции. 9 том, 50 выпуск
- О доктринальной концепции духовных благ во Франции. 10-й том, стр. 3 и след.
- Закон об аллювиях в Гиене. 10 том, стр. 7 и след.
- По поводу Габели. 11-й том, стр. 34 и далее.
- Запрет на зерно снят. 10-й том, стр. 42 и далее.
- Провинциальные собрания. 10-й том, стр. 48 и след.
- Ассамблеи знати. 10-й том, стр. 50 и далее.
- Спасение чести Неккера для лучшего понимания его сочинений. 10-й том, стр. 129 и далее.
- О геометрическом размере и урожайности земли в Германии. 10-й том, стр. 129 и далее.
- Государственные доходы и деятельность французской колонии Сен-Доминик. 13-й том, стр. 88 и след.
- Письма из Версаля. 13 том, стр. 133 и след.

Пфеффель также принял участие во вкладе Вестенридера в патриотическую историю и создание памятника Бойка. В первом упомянутом журнале (1-й том, стр. 31 и след.) есть, среди прочего, эссе «Сомнения» по поводу предполагаемой фрагментации баварского политического тела, которая, как говорят, произошла после провозглашения Генрихом Львом восьми.